# Liopeltis
Liopeltis es un género de serpientes de la familia Colubridae. Sus especies se distribuyen por la región indomalaya.

## Especies
Se reconocen las siguientes:
- Liopeltis calamaria (Günther, 1858)
- Liopeltis frenatus (Günther, 1858)
- Liopeltis philippinus (Boettger, 1897)
- Liopeltis rappi (Günther, 1860)
- Liopeltis stoliczkae (Sclater, 1891)
- Liopeltis tricolor (Schlegel, 1837)